# Stanislaw Jewgenjewitsch Puchow
Stanislaw Jewgenjewitsch Puchow (* 28. Juni 1977 in Moskau; russisch Станислав Евгеньевич Пухов, englische Transkription Stanislav Pukhov) ist ein russischer Badmintonspieler. 

## Karriere
Stanislav Pukhov nahm 2008 im HerreneinzelMixed an Olympia teil. Er verlor dabei in Runde zwei und wurde somit 17. in der Endabrechnung. National gewann er seinen ersten Titel bereits 1998, sieben weitere folgten bis 2007. Weitere Erfolge feierte er unter anderem bei den Slovenian International, Hungarian International, Welsh International, Slovak International, Russian Open und French Open.